# Cyclosorus papilio
Cyclosorus papilio là một loài thực vật có mạch trong họ Thelypteridaceae. Loài này được (C. Hope) Ching mô tả khoa học đầu tiên năm 1938.